# Lac Calafquén
Le lac Calafquén, en espagnol : lago Calafquén (Calafquén signifiant « lac comme une mer » en mapudungun), est un lac du sud du Chili situé entre les régions Araucanie et des Lacs. Il a une étendue de 12 000 hectares (120 km2) et une profondeur maximale de 212 mètres. 
Il fait partie du groupe des Sept lacs avec les lacs Pellaifa, Panguipulli, Lácar (Argentine), Pirihueico, Neltume et Riñihue. Ces lacs ont la particularité de se déverser les uns dans les autres et finalement décharger leurs eaux dans le seul río San Pedro. 
Le Lac Calafquén est le deuxième pôle touristique de la région après le lac Villarrica. On y trouve les stations balnéaires de Lican Ray, Coñaripe et Calafquén.